# Драцена киноварно-красная
Драце́на кинова́рно-кра́сная, также Драко́ново де́рево, Драконово дерево Сокотры (лат. Dracaena cinnabari), — древесное растение, вид рода Драцена (Dracaena) семейства Спаржевые (Asparagaceae). Эндемик острова Сокотра, символ этого острова. Один из источников «драконовой крови».
В Большой российской энциклопедии (2007) растение названо «одним из самых причудливых деревьев в мире». Академик Виталий Наумкин, известный исследователь Сокотры, назвал этот вид драцены «деревом удивительной красоты», похожим на «большой гриб с зелёной шляпкой».

## Происхождение названия
Из-за смолянистого сока кроваво-красного цвета (так называемой «драконовой крови») это растение называют драконовым деревом — как и некоторые другие виды этого рода, например, Dracaena draco и Dracaena ombet.
Согласно старинной индийской легенде, когда-то в Аравийском море на острове Сокотра жил кровожадный дракон, нападавший на слонов и выпивавший их кровь. Но однажды умирающий слон упал на дракона и раздавил его — их кровь смешалась и смочила землю вокруг. На этом месте выросли деревья, названные драценами (др.-греч. δράκαινα), что в переводе означает «самка дракона».
Арабское название растения — дам аль-ахавейн («кровь двух братьев»). Это название связано с легендой о борьбе двух братьев. Местное (сокотрийское) название этого растения — a‘riyob.

## Распространение и экология
Драцена киноварно-красная — эндемик острова Сокотра, древний реликт этого острова.

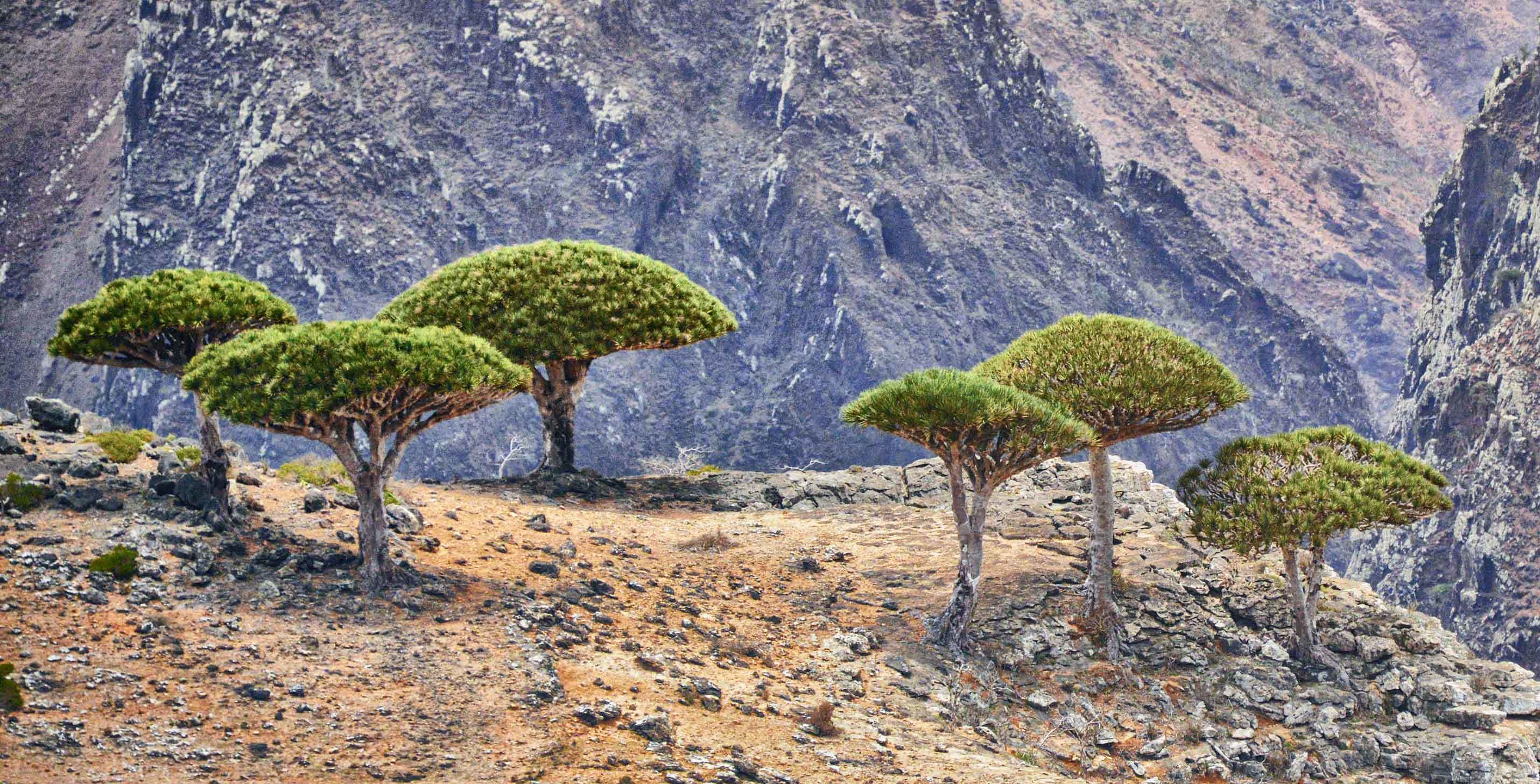
Драконовы деревья на краю ущелья. Сокотра

Встречается только в предгорьях и в горах — обычно на высоте не ниже 500 м над уровнем моря, а преимущественно — на высоте от 1300 до 1600 м над уровнем моря. Широко распространено на острове, в том числе на скалах и утёсах; в достаточно большом количестве встречается на высоких плато и в горах Хагьхер. В центральной части этих гор драцена киноварно-красная является флористической доминантой, образуя целые рощи по краям ущелий и на некоторых горных гребнях.

## Ботаническое описание
Растение достигает в высоту 10 м. Ствол толстый, при этом вторичный рост стеблей связан с деятельностью меристематических клеток, которые находятся на периферии ствола (а не с деятельностью камбия, как у голосеменных и двудольных). Кора имеет белёсую окраску, при её надрезе начинает вытекать смолистый сок красного цвета, который достаточно быстро застывает. Жители Сокотры называют его «драконовой кровью» либо «кровью двух братьев» (как и само растение).

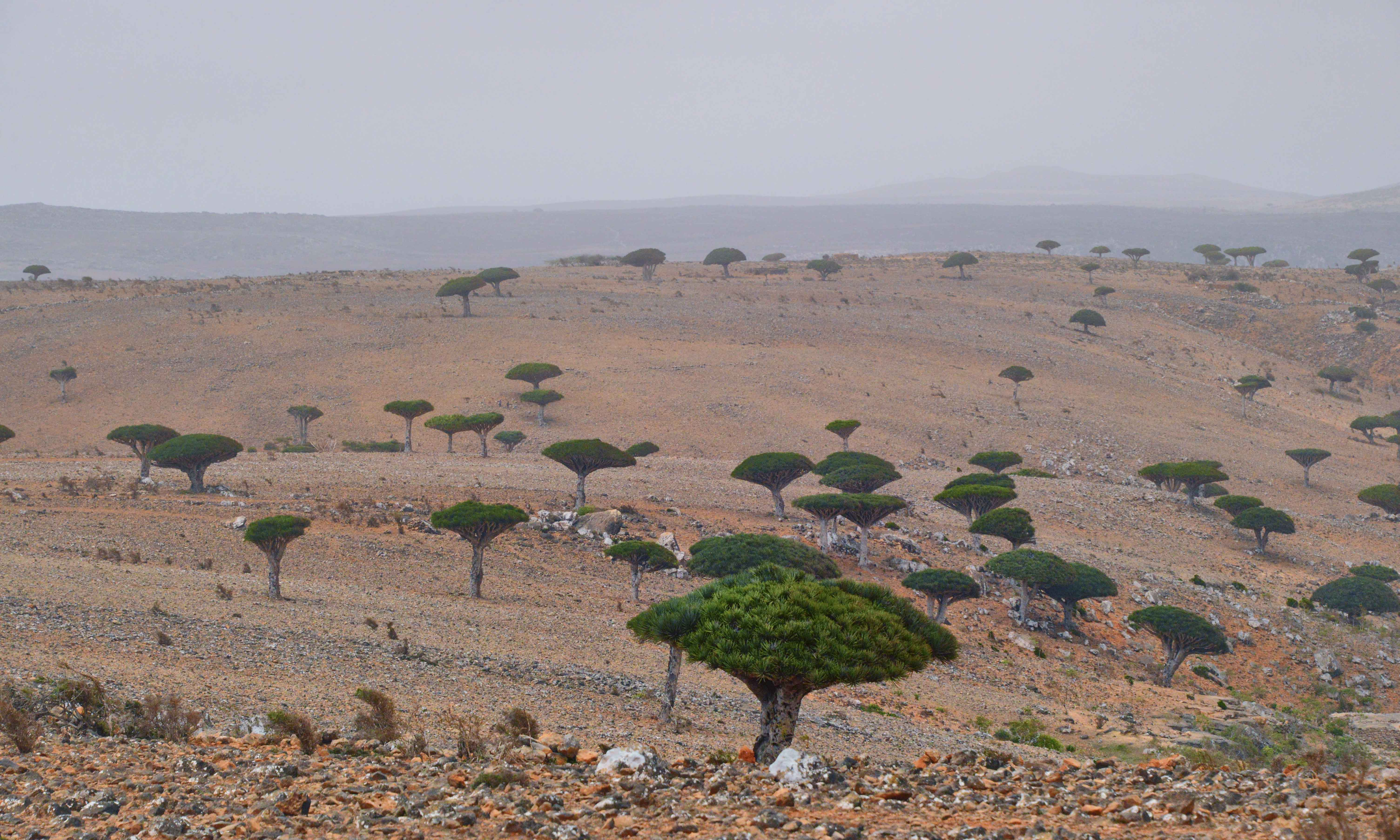
Многочисленные драконовы деревья на Сокотре

Крона растения напоминает вывернутый наизнанку зонтик с толстыми ветвями («великолепная шапка-крона из длинных игольчатых листьев»). Листья в молодом возрасте — линейно-мечевидные, торчащие, заострённые; образуют шапку в верхней части ствола. С возрастом появляются ветви, которые дихотомически разветвляются; каждая из ветвей заканчивается плотным пучком густо расположенных листьев (так называемыми «верхушечными розетками»). Листья кожистые, заострённые, длиной до 30—60 см.
Цветки — с простым околоцветником, состоят из шести листочков. Тычинок шесть, с интрорзными пыльниками, прикреплёнными к тычиночной нити спинками и вскрывающимися продольными щелями. Завязь верхняя, с тремя гнёздами. Семязачатки анатропные. В каждом гнезде имеется лишь один семязачаток. Цветки собраны в сильно ветвистые метёлки. Растения цветут в период муссонных дождей. Плод — ягода.

## Использование

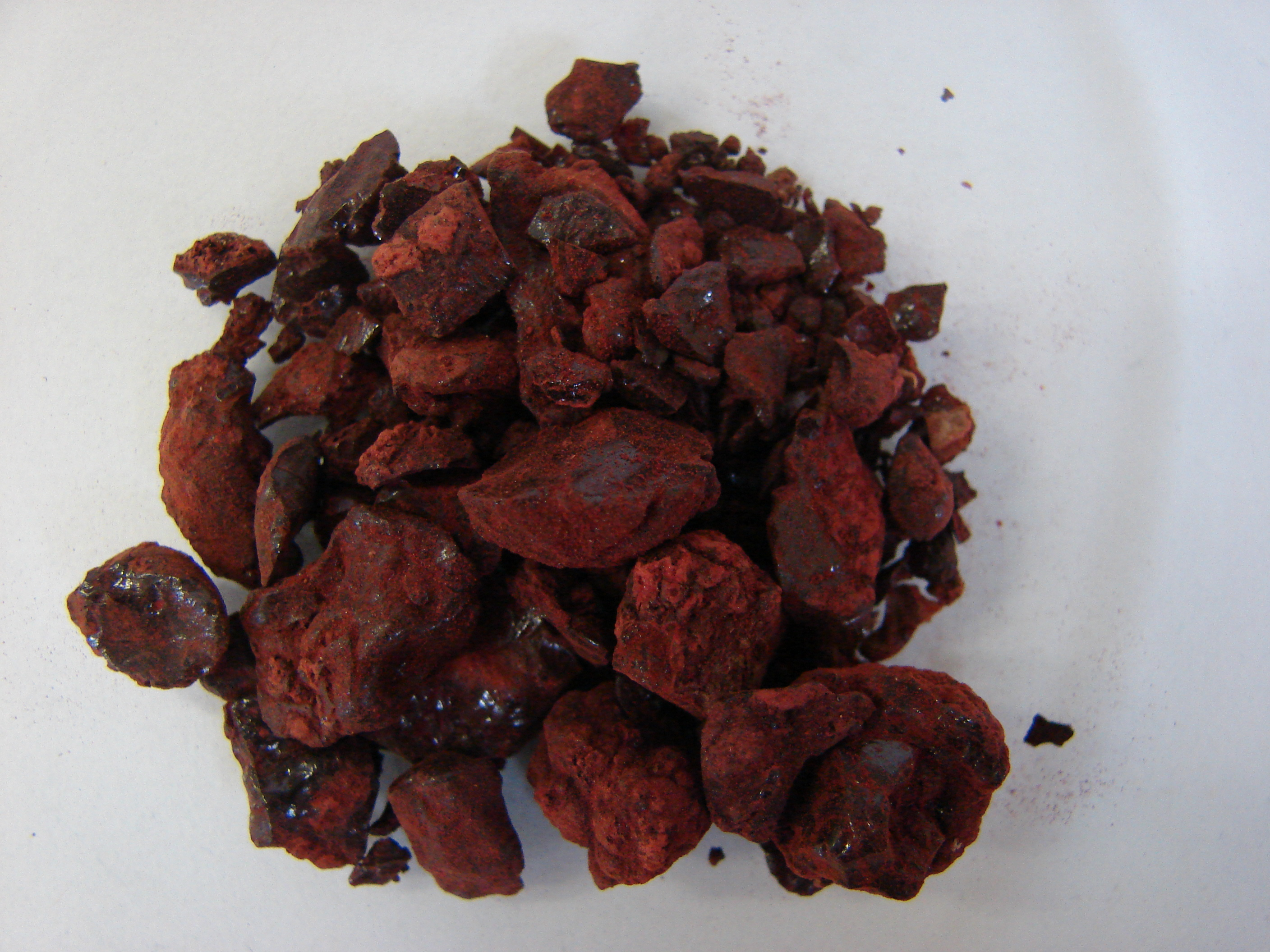
Драконова кровь

С древних времён сок растения — «драконову кровь» — получали методом подсочки. Первое упоминание в литературе о драконовой крови, получаемой от этого вида драцены, встречается в анонимном мореходном руководстве «Перипл Эритрейского моря» (I век нашей эры). Давая описание острова Диоскурида (древним грекам Сокотра была известна под этим названием), автор писал, что здесь имеется «киноварь, называемая индийской, собираемая с деревьев в виде капель». Якут аль-Хамави, мусульманский учёный и писатель XIII века, сообщал про остров Сокотру, что оттуда привозят «дам аль-ахавейн» («кровь двух братьев») — камедь дерева, которое растёт только здесь. Аль-Хамави писал, что эта камедь бывает двух видов: необработанная — чистая, с цветом, который является «самым красным из того, что создал Всевышний», и обработанная.
«Драконова кровь» содержит пигменты дракокармин и дракорубин. Её использовали для изготовления лака для металлических поверхностей, а также для подкраски вин. Свежую древесную смолу (её современное местное название на сокотрийском языке — эмсэло) варят, затем формируют из неё лепёшки для хранения (местное название — и Уаха). Эта смола имеет для местного населения достаточно большое значение, активно применяясь и как лекарственное (в том числе в ветеринарии), и как косметическое средство. В медицинских целях смолу используют для заживления ран: размолов её в порошок, посыпают ею раны или места укусов; как наружное противовоспалительное средство используют такой порошок, смешав его с водой. Этот порошок также смешивают с горячим молоком и пьют для восстановления сил при кровотечениях. Кроме того, «драконову кровь» применяют при болях в желудке. В косметических целях её используют женщины для смягчения кожи лица, а также для окрашивания кожи и ногтей (подобно тому, как в других регионах для этих целей применяют хну).
В засушливые годы листья драцены киноварно-красной поедает домашний скот.

## Классификация
Драцена киноварно-красная — один из видов рода Драцена (Dracaena) (всего этот род включает более ста видов); находится в близком родстве с двумя другими видами этого рода, называемыми «драконовыми деревьями», — растущей на северо-востоке Африки и Аравийском полуострове драценой омбет (Dracaena ombet) и распространённой в Макаронезии и Марокко драценой драконовой (Dracaena draco). По информации сайта Germplasm Resources Information Network (2018), род Драцена относится к подсемейству Нолиновые (Nolinoideae) семейства Спаржевые (Asparagaceae). Систематическое положение этого рода в течение многих лет было крайне неустойчивым: его рассматривали в составе семейств Агавовые (Agavaceae), Иглицевые (Ruscaceae), Ландышевые (Convallariaceae), Лилейные (Liliaceae) — либо выделяли в собственное семейство Драценовые (Dracaenaceae).